# 玉流展示館

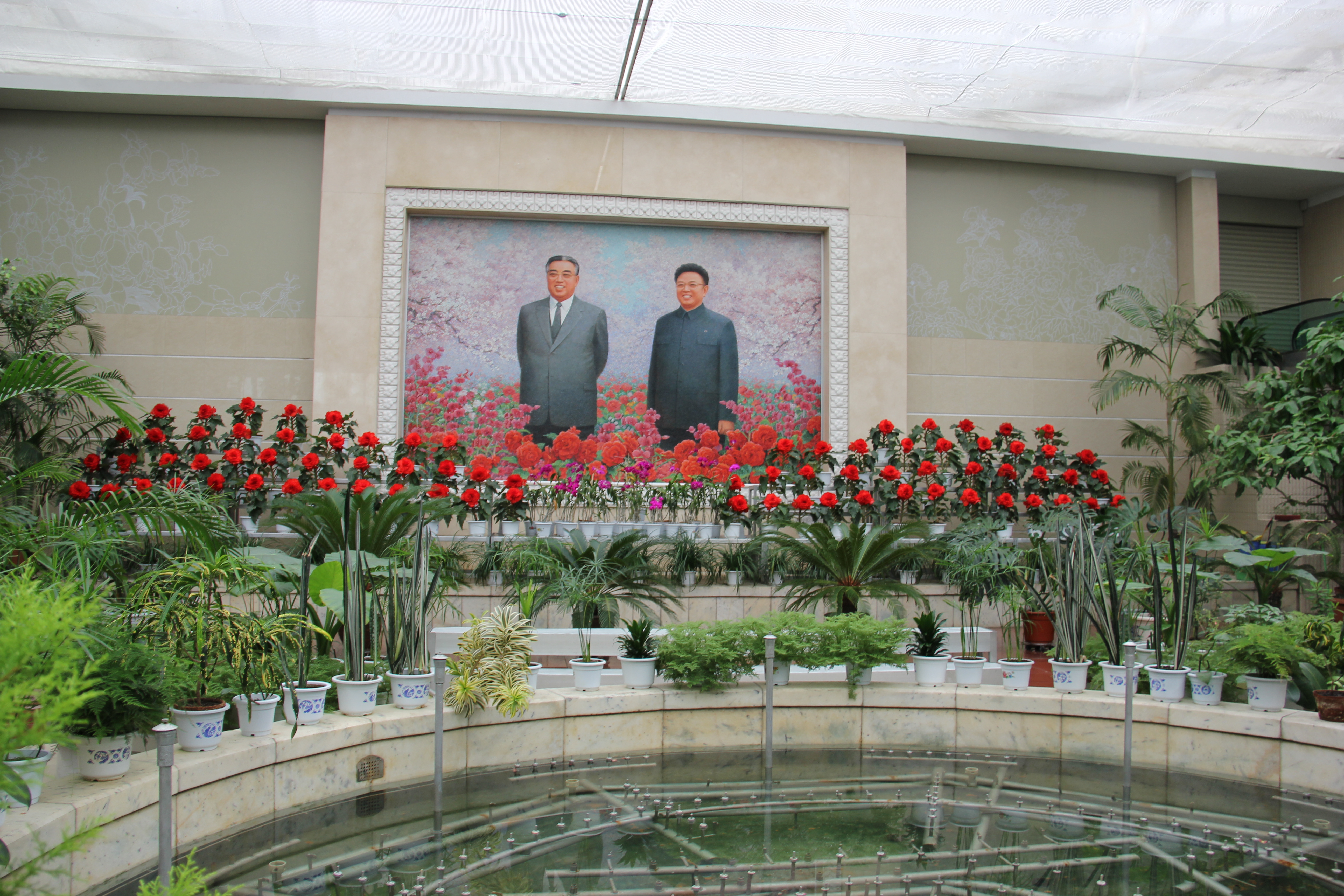
金日成花-金正日花展览馆。同名花朵分别位于中间和侧面，簇拥主体思想领袖的肖像。

玉流展示館（：／ ），原名金日成花金正日花展示馆（：／），2020年改為現名。是一座位于朝鲜平壤的博物馆。 

## 历史
2013年7月建成开放，这里是每年举办金日成花・金正日花展的地方，花展的主题即是金日成花和金正日花，这两种花分别以朝鲜领导人金日成和金正日的名字命名。 